# Liste der Naturdenkmale in Lettweiler
Die Liste der Naturdenkmale in Lettweiler nennt die im Gemeindegebiet von Lettweiler ausgewiesenen Naturdenkmale (Stand 7. März 2024).

## Naturdenkmale
| Nr.         | Bezeichnung | Lage                                       | Beschreibung | Bild            |
| ----------- | ----------- | ------------------------------------------ | ------------ | --------------- |
| ND-7133-424 | Dicke Eiche | östlich des Ortes; Flur Auf der Trift Lage | Quercus sp.  | Fotos hochladen |